# Ilesjö
Ilesjö är en sjö i Markaryds kommun i Småland och ingår i Lagans huvudavrinningsområde. Sjön har en area på 0,149 kvadratkilometer och ligger 177 meter över havet.

## Delavrinningsområde
Ilesjö ingår i det delavrinningsområde (628601-136546) som SMHI kallar för Ovan 628758-136539. Medelhöjden är 165 meter över havet och ytan är 48,18 kvadratkilometer. Det finns inga avrinningsområden uppströms utan avrinningsområdet är högsta punkten. Torpaån som avvattnar avrinningsområdet har biflödesordning 3, vilket innebär att vattnet flödar genom totalt 3 vattendrag innan det når havet efter 114 kilometer. Avrinningsområdet består mestadels av skog (62 procent) och sankmarker (23 procent). Avrinningsområdet har 0,75 kvadratkilometer vattenytor vilket ger det en sjöprocent på 1,6 procent.